# Ро1 Стрільця
Ро1 Стрільця, латинізоване від ρ1 Стрільця, — одиночна змінна зірка в південному сузір'ї Стрільця. Він має білий відтінок і видимий неозброєним оком з видимою візуальною величиною, яка коливається близько 3,93.  Відстань до цієї зірки становить приблизно 127 світлових років на основі паралакса, і він дрейфує далі з радіальною швидкістю +1,2 км/с.  Він розташований поблизу екліптики, тому його може закривати Місяць. 
Цей об’єкт має зоряну класифікацію A9IV, що відповідає субгігантській зірці, яка еволюціонує далеко від головної послідовності. Це змінна дельта Щита з низькою амплітудою, коливається від 3,94 до 3,90 величини з періодом 0,05 дня.  Зірка 893  мільйонів років і обертається з прогнозованою швидкістю обертання 68 км/с.  Він має масу Сонця в 1,9 і радіус Сонця в 3,3. Зірка випромінює свою фотосферу в 31 разів більшу за яскравість Сонця при ефективній температурі 7469 К. 